# Milla filifolia
Milla filifolia är en sparrisväxtart som beskrevs av Thaddeus Monroe Howard. Milla filifolia ingår i släktet Milla och familjen sparrisväxter. Inga underarter finns listade i Catalogue of Life.